# Galvagniella albanica
Galvagniella albanica är en insektsart som först beskrevs av Leo L. Mishchenko 1952.  Galvagniella albanica ingår i släktet Galvagniella och familjen gräshoppor. Inga underarter finns listade i Catalogue of Life.